# Yerevandashat
Yervandashat -Երվանդաշատ en armeni- era una ciutat i una de les capitals històriques d'Armènia, que va actuar com a capital entre el 210 i 176 aC. durant el domini de la dinastia Oróntida sobre Armènia i el principi dels seus successors la dinastia artàxida.
Yervandashat va ser construïda al voltant del 210 aC per l'últim rei oròntida Orontes IV d'Armènia. Es va edificar en la riba dreta del riu Araxes, en el cantó d'Arsharunik de la província de Ayrarat del Regne d'Armènia. Estava situada a 1 quilòmetre a l'est de la moderna localitat d'Armènia de Yervandashat, a l'actual Província de Tsolakert, de Turquia.
Segons Moisès de Khorèn, Orontes va fundar Yervandashat per reemplaçar Armavir com la seva capital després que Armavir havia quedat sense aigua per un canvi del riu Araxes.
L'antiga ciutat de Yervandashat va ser destruïda per l'exèrcit del rei persa Sapor II l'any 360.
El jaciment arqueològic no ha estat objecte d'una recerca important, però de manera preliminar, les fortificacions i algunes restes de palaus han estat descoberts.